# Ridge Farm Studio
Ridge Farm Studio va ser un dels primers estudis de gravació residencials del Regne Unit. L'estudi va funcionar durant més de vint-i-cinc anys i va comptar amb artistes, músics i productors d'arreu del món enregistrar i produir la seva música allà.
L'estudi va ser establert el 1975 per un tècnic d'il·luminació anomenat Frank Andrews, que havia fet una gira pel Regne Unit amb bandes com Queen, ABBA i els Rolling Stones. Andrews va tornar a casa de la gira per descobrir que els seus pares s'havien traslladat a un lloc diferent, que és on va néixer Ridge Farm Studio. Va començar l'estudi amb el seu germà, Billy, com un lloc tranquil per assajar les bandes.
Ridge Farm Studio va anar prou bé perquè Andrews finalment comprés la propietat dels seus pares. Va continuar sent un lloc popular fins als anys noranta, després de l'augment del britpop. No obstant això, les reserves van acabar disminuint. Joe Jackson va ser l'última persona a gravar-hi el 2002.
Es trobava al poble de Rusper, Anglaterra, prop de la frontera de Surrey i Sussex. La part més antiga de l'edifici, originàriament una masia medieval, i el que s'havia de convertir en Ridge Farm Studio es va construir a mitjans del segle XVII i s'hi van anar afegint addicions a l'edifici al llarg dels segles. L'estudi estava envoltat per 12 acres (49,000 m2) de terreny que incloïa jardins, horts, prats i boscos.
Amb una llista de clients que anava des de The Smiths, Bad Company, Queen, Peter Gabriel, Ozzy Osbourne, Pearl Jam, Oasis, Supergrass, The Three Tenors, Mew, i més, Ridge Farm Studio va tancar a principis de 2003. Actualment, s'utilitza com a instal·lació per a casaments, banquets i reunions.

## Llista de clients d'artistes, músics i productors per any
- 1975 Bad Company, Queen,[2] Back Street Crawler
- 1976 Jethro Tull,[4] Robin Trower, Afinació automàtica
- 1977 Thin Lizzy, The Sensational Alex Harvey Band, Hawkwind, Roy Harper, Lone Star, Gallagher &amp; Lyle, Mick Taylor, Camel
- 1978 Roxy Music, Bad Company, Steve Hillage, Magazine, Gong
- 1979 Steve Hillage, The Slits, The Pop Group, Penetration
- 1980 Ozzy Osbourne, Whitesnake, The Undertones, Echo &amp; the Bunnymen, The Three Degrees, Orchestral Maneuvers in the Dark, The Beat, Bonnie Tyler, Judie Tzuke, Bill Drummond, Ulf Lundell, Steve Lipson
- 1981 Ozzy Osbourne,[2] Lindisfarne, Uriah Heep
- 1982 Bad Company, Mick Ralphs, Y&T, John Cooper Clarke, Chris Kimsey
- 1983 Peter Gabriel, Ozzy Osbourne, Michael Schenker Group, Paul Brady
- 1984 Dexys Midnight Runners, A Flock of Seagulls, Captain Sensible, Limahl, Naked Eyes, Tony Mansfield
- 1985 The Smiths, Little Richard, a-ha, Clannad, The Escape Club, Hipsway, Gary Langan
- 1986 Frankie Goes to Hollywood, Kissing the Pink (KTP), The Mission, The Adult Net, Ian Broudie, Rush,[5] Trevor Horn, Stock Aitken Waterman, Tim Palmer, Steve Lipson, Paul Samwell-Smith ,
- 1987 Wet Wet Wet, Curiosity Killed the Cat, All About Eve, The Bolshoi, Miguel Bosé, Tony Mansfield
- 1988 Status Quo, That Petrol Emotion, Peter Collins, Gary Langan, Hurrah!
- 1989 Prefab Sprout, Energy Orchard, Giant, Thomas Dolby, Gary Katz
- 1990 The Inspiral Carpets, Echo &amp; the Bunnymen, Holly Johnson, Andy Richards, Geoff Emerick, Spike Stent, 21 Japonesas
- 1991 Pearl Jam, Seal, Beverley Craven, Tin Machine, The Levellers, Ian McCulloch, Trevor Horn, Tim Palmer, Paul Samwell-Smith, Warne Livesey i Andy Richards
- 1992 Sade, Sam Brown, Love and Rockets, Thunder, The Saw Doctors, The Almighty, Ned's Atomic Dustbin, Paul Samwell-Smith, Pat Moran, Andy Wallace
- 1994 Gun, Skin, Julian Cope, Dodgy, The Almighty, Kiri Te Kanawa, The Three Tenors, Paul Samwell-Smith, Chris Sheldon, Mark Wallis, William Sheller, Mark Opitz
- 1995 The Bluetones, Wet Wet Wet, Paradise Lost, English National Opera, Kiki Dee, Black Sabbath
- 1996 Oasis, Paul Weller, M People, Teenage Fanclub, The Wildhearts, Simon Dawson, Andy Wright, David Bianco, Owen Morris
- 1997 Oasis, Goldie, Portishead, Kula Shaker, Beth Orton, Ana Torroja, Mark Wallis, Steve Harris, Youth, Gary Langan, Tony Mansfield
- 1998 Supergrass, Elenco, Mansun, Billie, James, The Lightning Seeds, Leon Redbone, Animal House, Hugh Jones, Tony Mansfield, Gil Norton, John Cornfield, Sam Williams
- 1999 Steve Hillage, Dave Allen, Khaled, Puressence, The Crocketts, John Fryer, Jim Abbiss, Danny Cummings, Steve Harris, Mark Wallis
- 2000 James, Muse, Ed Harcourt, Superstar, Big Sur, Brian Eno, Gary Langan, Mark Wallis, David Bottrill, Lars Winnerbäck
- 2001 Beth Orton, My Vitriol, David Knopfler, Echt, Brainstorm,[6] Tony Mansfield, John Timperley, Chris Kimsey, Michael Brauer
- 2002 Status Quo, Joe Jackson, Bonnie Tyler, Shaun Escoffery, Rich Costey, Jamie Cullum, Mew .